# Kainops
Kainops – rodzaj stawonogów z wymarłej gromady trylobitów, z rzędu Phacopida. Żył w okresie dewonu.
Gatunki:
- Kainops raymondi, Oklahoma
- Kainops invius, Oklahoma
- Kainops guttlus, Oklahoma
- Kainops microps, Australia
- Kainops ekyphymus, Australia
- Kainops veles